# Ilie Stan
Ilie „Iliesta“ Stan (* 17. Oktober 1967 in Pogoanele, Kreis Buzău) ist ein ehemaliger rumänischer Fußballspieler und heutiger -trainer. Als Spieler bestritt er insgesamt 308 Spiele in der rumänischen Divizia A, der belgischen Eerste Klasse, der zyprischen First Division und der israelischen Ligat ha’Al.

## Karriere als Spieler

### Verein
Stan begann seine Karriere bei Gloria Buzău, wo er im Jahr 1985 in die erste Mannschaft aufrückte und am 27. Oktober 1985 zu seinem ersten Einsatz in der Divizia A kam. Bei Gloria wurde er zum Stammspieler, konnte den Abstieg am Ende der Spielzeit 1986/87 nicht vermeiden. Er verließ den Klub in der Winterpause und unterschrieb am 4. Januar 1988 einen Vertrag beim Rekordmeister Steaua Bukarest. Dort kam er in der Saison 1987/88 kaum zum Einsatz und trug so mit zwei Einsätzen nur einen kleinen Teil zum Gewinn der Meisterschaft bei. In den folgenden beiden Spielzeiten kam er häufiger zum Einsatz. Bei Gewinn des Pokalfinals 1989 kam er zu einem Kurzeinsatz.
Der Durchbruch gelang Stan, als nach der Rumänischen Revolution die besten Spieler das Land verließen und sich westeuropäischen Spitzenklubs anschlossen. Er blieb bei Steaua und stieg zum Torjäger auf. Mit 20 Treffen in der Saison 1992/93 gelang ihm die besten Ausbeute seiner Laufbahn, die nur von seinem Teamkollegen Ilie Dumitrescu überboten wurde. In dieser Zeit gewann er in den Jahren 1993, 1994 und 1995 dreimal die Meisterschaft.
Im Sommer 1995 verließ Stan sein Heimatland und wechselte zu Cercle Brügge in die belgische Eerste Klasse und war 1996 Pokalfinalist. Dort konnte er im ersten Jahr seine Torgefährlichkeit nicht unter Beweis stellen und schloss die Spielzeit auf einem Platz im Mittelfeld ab. In der darauf folgenden Saison stand er mit seinem Team auf dem letzten Tabellenplatz, als er in der Winterpause Belgien verließ und zu Steaua zurückkehrte. Dort konnte er erneut die rumänische Meisterschaft gewinnen, verließ den Verein aber schon im Sommer 1997, als er zum Lokalrivalen FC Național wechselte. Bereits zwei Monate später zog es ihn zu AEL Limassol auf Zypern.
Obwohl Stammspieler, verlief die Saison in Limassol für Stan nicht zufriedenstellend, da lediglich ein Platz im Mittelfeld heraussprang. Im Sommer 1998 verließ der den Verein wieder und ging zu Hapoel Petach Tikwa nach Israel. Ein Jahr später wechselte er dort zum Zweitligisten Hapoel Tsafririm Holon, wo er im Jahr 2000 seine Karriere beendete.

### Nationalmannschaft
Stan kam auf drei Kurzeinsätze für die rumänische Nationalmannschaft. Er debütierte am 26. August 1992 im Freundschaftsspiel gegen Mexiko, als er in der 74. Minute für Ovidiu Cornel Hanganu eingewechselt wurde. Die beiden anderen Länderspiele bestritt er im Februar 1994 während zweier Freundschaftsspiele gegen die Vereinigten Staaten und Südkorea.

## Karriere als Trainer
Nach seiner aktiven Laufbahn arbeitete Stan zunächst von 2001 bis 2002 als Trainerassistent von Anghel Iordănescu bei Al Ain Club in den Vereinigten Arabischen Emiraten und war von Februar 2002 bis Juli 2002 dessen Co-Trainer bei der rumänischen Nationalmannschaft. Anschließend begleitete er Grigore Sichitiu als Co-Trainer zu Al Shabab in die Vereinigten Arabischen Emirate. 2003 wurde er Shihab bin Tariq, dem Besitzer von Al-Seeb Club in Oman empfohlen, der ihm das Amt des Cheftrainers anvertraute.
Am 3. März 2004 brachte ihn der Bukarester Geschäftsmann Marius Locic als Trainer zu UTA Arad, das in der Saison 2003/04 aus der Divizia A abgestiegen war und auf einer aussichtsreichen Tabellenposition stand. Mit Ilie Stan verpassten die Arader den Wiederaufstieg und der Trainer beendete sein Engagement im Juni 2004, nachdem der neue Investor Sandu Ion eine weitere Mitarbeit mit ihm abgelehnt hatte. Daraufhin unterschrieb Stan am 22. Juli 2004 erneut einen Vertrag als Co-Trainer von Anghel Iordănescu bei der rumänischen Nationalmannschaft. Im November 2004 wurde der Trainerstab entlassen und Ilie Stan folgte Iordănescu als Co-Trainer zu Al-Ittihad nach Saudi-Arabien, wo dieser im März 2005 unterschrieben hatte. 2006 wurde das Trainergespann bei Al-Ittihad entlassen.
Im Oktober 2006 übernahm Stan den Trainerposten bei FCM Târgoviște in der Liga II, wo er zum Ende der Hinrunde im November 2006 jedoch nach fünf Spielen entlassen wurde. Zu Beginn der Saison 2007/08 betreute er für ein Spiel seinen früheren Klub Gloria Buzău, nachdem dieser sich von Viorel Ion getrennt hatte. Den Rest der Saison war er Cheftrainer von Dunărea Giurgiu in der Liga II.
Seine bislang größten Erfolge als Trainer feierte Stan als Cheftrainer des FC Victoria Brănești. Nachdem er den Klub im Jahr 2008 in der Liga III übernommen hatte, führte er ihn mit zwei Aufstieg in Serie ins Oberhaus. Angesichts des bevorstehenden Abstiegs löste er am 19. April 2011 seinen Vertrag in Brănești auf. Im August 2011 übernahm er den Aufsteiger CS Mioveni in der Liga 1, trat aber bereits einen Monat später aufgrund von Meinungsverschiedenheiten mit der Vereinsführung wieder zurück. Am 30. September 2011 wurde er Nachfolger von Ronny Levy als Cheftrainer von Steaua Bukarest, gab sein Amt jedoch am 27. März 2012 auf und wurde durch Mihai Stoichiță ersetzt. Am 22. Mai 2012 unterschrieb er einen Vertrag bei CS Concordia Chiajna, mit dem er am Ende der Saison 2012/13 sportlich abstieg. Noch bevor der Klassenerhalt auf Grund des Zwangsabstiegs von Rapid Bukarest bekannt gegeben wurde, entschied sich Stan für ein Engagement beim FC Vaslui, wo er am 20. Juni 2013 den vier Tage zuvor zurückgetretenen Gavril Balint ersetzte. Doch bereits nach zwei Spieltagen der Saison 2013/14 gab er sein Amt am 2. August 2013 wieder auf. Am 4. November 2013 löste Ilie Stan Alexandru Pelici als Trainer des FC Brașov ab. Schon im Januar 2014 wurde er wieder entlassen und durch Cornel Țălnar ersetzt.
Ab 21. Juni 2015 übernahm er den irakischen Erstligisten Zakho FC. Anfang 2016 heuerte er bei Farul Constanța an, verließ den Klub nach wenigen Wochen wieder. Anfang Juli 2016 verpflichtete ihn der katarische Klub al-Shamal SC. Ende Dezember 2016 kehrte er nach Rumänien zurück, wo er als Nachfolger von Dan Alexa Cheftrainer von ASA Târgu Mureș wurde. Nach sechs Punkten aus acht Spielen entließ ihn der abstiegsbedrohte Verein wieder. Im August 2017 übernahm Stan den Co-Trainerposten bei Foolad FC in der Persian Gulf Pro League. Ein Jahr später wurde er dort kurzzeitig auch Cheftrainer. Seit dem 31. Mai 2019 trainiert Stan den rumänischen Zweitligisten SCM Gloria Buzău.

## Erfolge

### Als Spieler
- Rumänischer Meister: 1988, 1989, 1993, 1994, 1995, 1997
- Rumänischer Pokalsieger: 1989, 1992, 1997
- Rumänischer Supercup-Sieger: 1994
- Belgischer Vizepokalsieger: 1996
- Finale im Europapokal der Landesmeister: 1989

### Als Co-Trainer
- Meister der Vereinigten Arabischen Emirate: 2002
- AFC-Champions-League-Sieger: 2005
- Arabischer Champions-League-Sieger: 2005

### Als Trainer
- Aufstieg in die Liga II: 2009
- Aufstieg in die Liga 1: 2010